# 양산 미타암 석조아미타여래입상
양산 미타암 석조아미타여래입상(梁山 彌陀庵 石造阿彌陀如來立像)은 대한민국 경상남도 양산시 미타암에 있는, 남북국 시대 신라의 석조 아미타불 입상이다.
1989년 4월 10일 대한민국의 보물 제998호 양산미타암석아미타불입상(梁山彌陀庵石阿彌陀佛立像)으로 지정되었다가, 2010년 8월 25일 현재의 명칭으로 변경되었다.

## 개요
아미타여래입상은 신라시대 원효대사가 창건했다고 전해지는 미타암의 석굴사원 안에 안치되어 있는데 불신과 광배대좌가 한 장의 화강석으로 이루어져 있다. 납발(蠟髮)의 머리에는 육발(肉髮)이 큼직하며 두 귀는 어깨부분까지 길게 늘어졌다. 얼굴은 둥글고 양감(量感)이 있어 자비로운 상호를 나타내고 있다. 신체 역시 양감이 풍부하여 건장하고 둥글게 처리된 어깨는 부드러우면서도 탄력있는 체구를 만들고 있다. 통견의 법의는 전신에 걸쳐 유려한 옷주름을 이루고 있는데 가슴 앞에는 금의를 묶은 띠매듭이 표현되었으며 “U”자형의 옷주름을 이루면서 흘러내렸다. 광배는 주형거신(舟形擧身)으로 안에 두 줄의 굵은 선으로 두광과 신광을 표현하고 그 사이에 좌우대칭으로 꽃무늬를 배치하였으며 가장자리에는 불꽃무늬를 돌렸다. 연화좌의 대좌에는 안상이 조각되어 있다. 이와 같이 불신, 광배, 대좌가 동일석으로 된 예는 감산사 석조아미타여래입상 및 미륵보살입상이 신라시대에 조성된 작품으로 생각된다.